# Launch Complex 39–Pad A
Le Launch Complex 39–Pad A est une aire de lancement américaine située sur Merritt Island, dans le comté de Brevard, en Floride. Partie du complexe de lancement 39 au sein du centre spatial Kennedy, elle effectue son premier lancement le 9 novembre 1967. Elle est inscrite au Registre national des lieux historiques depuis le 21 janvier 2000.
L'aire de lancement 39A est construite dans les années 1960 par le Corps du génie de l'armée des États-Unis pour le compte de la National Aeronautics and Space Administration. Elle est destinée au lanceur Saturn V. 12 des 13 Saturn V lancées entre 1967 et 1973 décollent effectivement de cette aire. Après le lancement de la station spatiale Skylab en mai 1973, le pad 39A est reconverti pour être utilisé par la navette spatiale américaine.
Dans le cadre du programme Constellation lancé en 2004 en réponse à l'accident de la navette spatiale Columbia et qui prévoit le retour de l'homme sur la Lune, le pad 39A doit être reconverti pour le lanceur super lourd Ares V. Le programme est toutefois annulé en 2010 alors qu'Ares V n'est qu'au stade de la conception. En 2015, l'aire de lancement 39A est louée pour 19 ans à la société privée SpaceX, qui y construit son propre bâtiment d'assemblage horizontal pour les fusées réutilisables Falcon 9. La fusée super lourde Falcon Heavy effectue en février 2018 son premier vol depuis cette aire.